# Кокуси
Ко́куси, или Ку́ни-но-цука́са (яп. 国司, こくし, くにづかさ, くにのつかさ, «провинциал», «провинциальный чиновник») — название должности главы провинции и его провинциального правительства в японском «правовом государстве» VIII—XI веков. Другое китаизированное название — кокусай (яп. 国宰, こくさい).
Правительство кокуси состояло из чиновников четырёх уровней: собственно главы (яп. 守, ками), заместителя (яп. 介, сукэ), советников (яп. 掾, дзё) и помощников (яп. 目, сакан). Кроме них к правительству приставлялись писари (яп. 史生, сисё). Глава кокуси и члены его провинциального правительства назначались центральным правительством из числа столичных чиновников.
Администрация кокуси называлась кокуга (яп. 国衙), а местонахождение этой администрации — кокуфу (яп. 国府).
Должность кокуси как главы Императорского правительства в провинции существовала до XVI века. Но реальная власть в регионах перешла к военным губернаторам сюго, представителям сёгунских правительств.